# Ionenpolarisation
Als Ionenpolarisation (auch Atompolarisation) wird die Verschiebung der relativen Lage von positiven zu negativen Ionen innerhalb eines Ionengitters bezeichnet.
Wenn ein elektrisches Feld auf ein Dielektrikum wirkt, wird – sofern Ionenbindungen im Material enthalten sind – die Lage der Ionen zueinander innerhalb der neutralen Moleküle verändert. Dadurch bildet sich eine Polarisation aus, die als Ionenpolarisation bezeichnet wird und eine Sonderform der Verschiebungspolarisation darstellt.
Besitzen die Moleküle des Dielektrikums bereits ohne elektrisches Feld ein permanentes Dipolmoment, so spricht man von Orientierungspolarisation.